# Einhorn-Paradigma
Das Einhorn-Paradigma ist ein Beispiel für die Anwendung wissenschaftlicher Kritik. Es lautet:

„Wenn Sie mir sagten, Sie hätten eine Ziege im Garten, dann könnte ich Ihnen glauben. Wenn Sie sagten, Sie hätten ein Einhorn im Garten, könnte mich noch nicht einmal ein Foto überzeugen – ich würde nicht eher ruhen, als bis ich es mit eigenen Augen gesehen hätte.“

Gero von Randow erklärt es wie folgt:

„Nichts, absolut nichts bleibt der Kritik entzogen. Wer etwas behauptet, ist beweispflichtig. Und je stärker, ungewöhnlicher, abweichender eine Behauptung, desto strengere Anforderungen sind an ihre Begründung zu stellen.“

Das Beispiel geht zurück auf den Parawissenschaftskritiker James Randi, der das „Einhorn-Paradigma“ erstmals 1988 in einem kritischen Artikel zu Jacques Benvenistes Theorie des „Gedächtniseffekts des Wassers“ ("Water memory") vorstellte:

„Look, if I told you that I keep a goat in the backyard of my house in Florida, and if you happened to have a man near-by, you might ask him to look over my garden fence, when he'd say 'That man keeps a goat'. But what would you do if I said, 'I keep a unicorn in my backyard'?“

Popularisiert wurde es vom Wissenschaftsjournalisten Martin Gardner.